# فولینیانو
فولینیانو (به ایتالیایی: Folignano) یک کومونه در ایتالیا است که در استان اسکولی پیچنو واقع شده‌است.

## خصوصیات
فولینیانو ۱۴٫۸ کیلومترمربع مساحت و ۹٬۲۱۴ نفر جمعیت دارد و ۳۱۰ متر بالاتر از سطح دریا واقع شده‌است.